# Pierre Dupong
Pierre Dupong (Heisdorf, 1º novembre 1885 – Lussemburgo, 23 dicembre 1953) è stato un politico lussemburghese.
È stato Primo ministro dal 5 novembre 1937 al 23 dicembre 1953 anche se fu costretto all'esilio a Montreal durante l'occupazione nazista dal 1940 al 1944. Il suo partito d'appartenenza era il Partito Popolare Cristiano Sociale.